# Powiat Włocławski
Der Powiat Włocławski ist ein Powiat (Kreis) in der polnischen Woiwodschaft Kujawien-Pommern. Der Powiat hat eine Fläche von 1472,34 km², auf der etwa 87.000 Einwohner leben.

## Geschichte
Der Powiat Włocławski gehörte von 1920 bis 31. März 1938 zur Woiwodschaft Posen und kam im Zuge einer Gebietsreform am 1. April 1938 an die damalige Woiwodschaft Großpommerellen.

## Gemeinden
Der Powiat umfasst 13 Gemeinden, davon eine Stadtgemeinde, fünf Stadt-und-Land-Gemeinden und sieben Landgemeinden.

### Stadtgemeinde
- Kowal

### Stadt-und-Land-Gemeinden
- Brześć Kujawski
- Chodecz
- Izbica Kujawska
- Lubień Kujawski
- Lubraniec

### Landgemeinden
- Baruchowo
- Boniewo
- Choceń
- Fabianki
- Kowal
- Lubanie
- Włocławek